# .org
.org és un domini de primer nivell genèric d'Internet que forma part del sistema de dominis d'Internet. El domini .org va ser creat el gener de 1985 i és manejat des de 2003 pel Public Interest Registry.
El seu objectiu és el de servir a organitzacions que no es classifiquen adequadament en els altres dominis. En l'actualitat no existeixen requisits particulars per registrar un domini .org. Els dominis .name són on generalment es registren els individus.
Molts països tenen dominis de segon nivell amb el mateix propòsit. Els seus noms generalment són de la forma .org.xx o .or.xx on xx és el nom del domini d'un país.
Els projectes de programari lliure acostumen a registrar els seus servidors en dominis .org, per exemple, OpenOffice.org o la Viquipèdia.